# Домбрувка-Островська
Домбрувка-Островська (пол. Dąbrówka Ostrowska) — село в Польщі, у гміні Хожеле Пшасниського повіту Мазовецького воєводства.
Населення — 110 осіб (2011).
У 1975-1998 роках село належало до Остроленцького воєводства.

## Демографія
Демографічна структура станом на 31 березня 2011 року:
|          | Загалом | Допрацездатний вік | Працездатний вік | Постпрацездатний вік |
| -------- | ------- | ------------------ | ---------------- | -------------------- |
| Чоловіки | 56      | 13                 | 39               | 4                    |
| Жінки    | 54      | 9                  | 37               | 8                    |
| Разом    | 110     | 22                 | 76               | 12                   |